# Baggersee

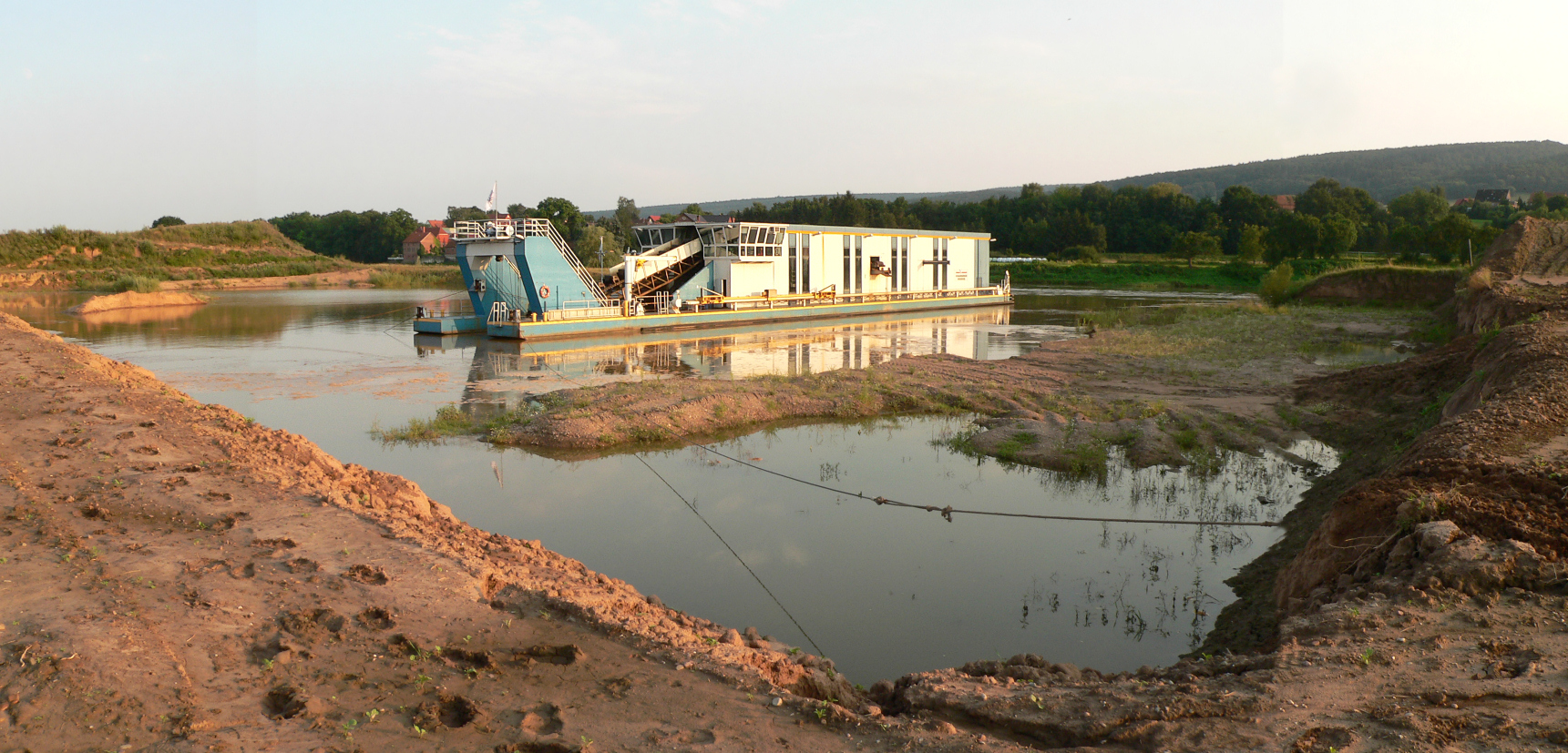
Entstehender Baggersee durch Kiesabbau an der Oberweser bei Großenwieden

Ein Baggersee (auch Baggerloch, Kiesgrube, in Österreich Schottergrube oder Schotterteich) ist ein künstlicher, meist relativ kleiner See, der durch Ausbaggerung von Sand- und Kiesablagerungen (Kiestagebau), meist durch Nassabbau entstanden ist, er wird häufig von Grundwasser durchströmt. In der Schweiz sind Baggerseen zum Schutz des Grundwassers vor Verunreinigungen verboten.
Allgemeinsprachlich werden alle wassergefüllten Restlöcher einer Nassabgrabung Baggersee genannt. Fachsprachlich wurde vorgeschlagen, Gewässer mit weniger als drei Hektar Größe und weniger als vier Meter Wassertiefe „Kiesweiher“ zu nennen, da sie nicht der limnologischen Definition eines Sees entsprechen. Dies hat sich aber nicht durchgesetzt.

## Entstehung
Soweit sich der Abbau in den Grundwasserhorizont eingeschnitten hat, entstehen grundwassergespeiste Baggerseen. Seltener werden Baggerseen gezielt angelegt, vor allem als Naherholungsgebiet. Die Abbaulöcher werden entsprechend der gesetzlich geforderten Renaturierung meist landschaftlich gestaltet.

## Entwicklung

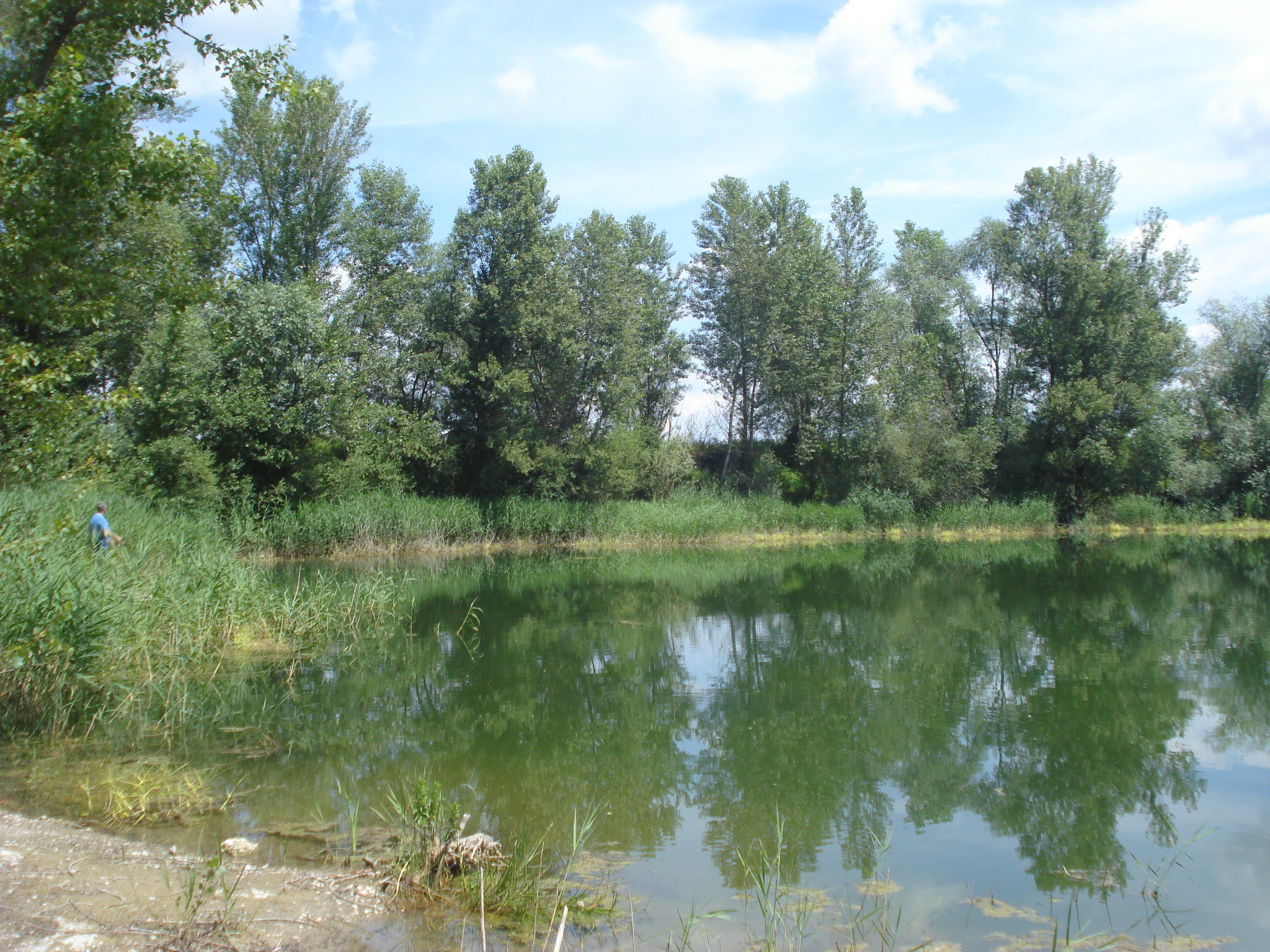
Einer der vielen Baggerseen in der Gespanschaft Međimurje (Kroatien), der als Weiher genutzt wird

Das Wasser eines Baggersees ist während der noch laufenden Nutzung meist mehr oder weniger stark getrübt mit geringer Sichttiefe unter drei Meter. Grund sind die bei der Baggerung anfallenden anorganischen Feinsedimente, die aufgewühlt und im Wasser verteilt werden. Nach Stilllegung entsteht meist ein See mit sehr klarem Wasser, oft mit Sichttiefen von 6 bis 10 Meter.
Die anfangs geringen Nährstoffkonzentrationen limitieren das Wachstum von Algen. Dadurch können sich im Grund wurzelnde Wasserpflanzen (Makrophyten) stark vermehren und dichte Bestände aufbauen. Typisch sind in den ersten Jahren ausgedehnte Unterwasserwiesen von Armleuchteralgen (Characeen). Nach einigen Jahren führt der Nährstoffeintrag über Grundwasserzustrom, Falllaub von Ufergehölzen, aber auch Badebetrieb, Fischbesatz und Fischzucht, typischerweise zu einer Eutrophierung.
Die Sichttiefe nimmt durch Algenblüten wieder ab, Wasserpflanzen können aber im Uferbereich noch häufig sein. Durch aufkommende Cyanobakterien („Blaualgen“) kann die Nutzbarkeit eingeschränkt sein. Baggerseen eutrophieren umso schneller, je flacher sie sind und je höher der Fischbesatz mit Cypriniden ist.

## Nutzung

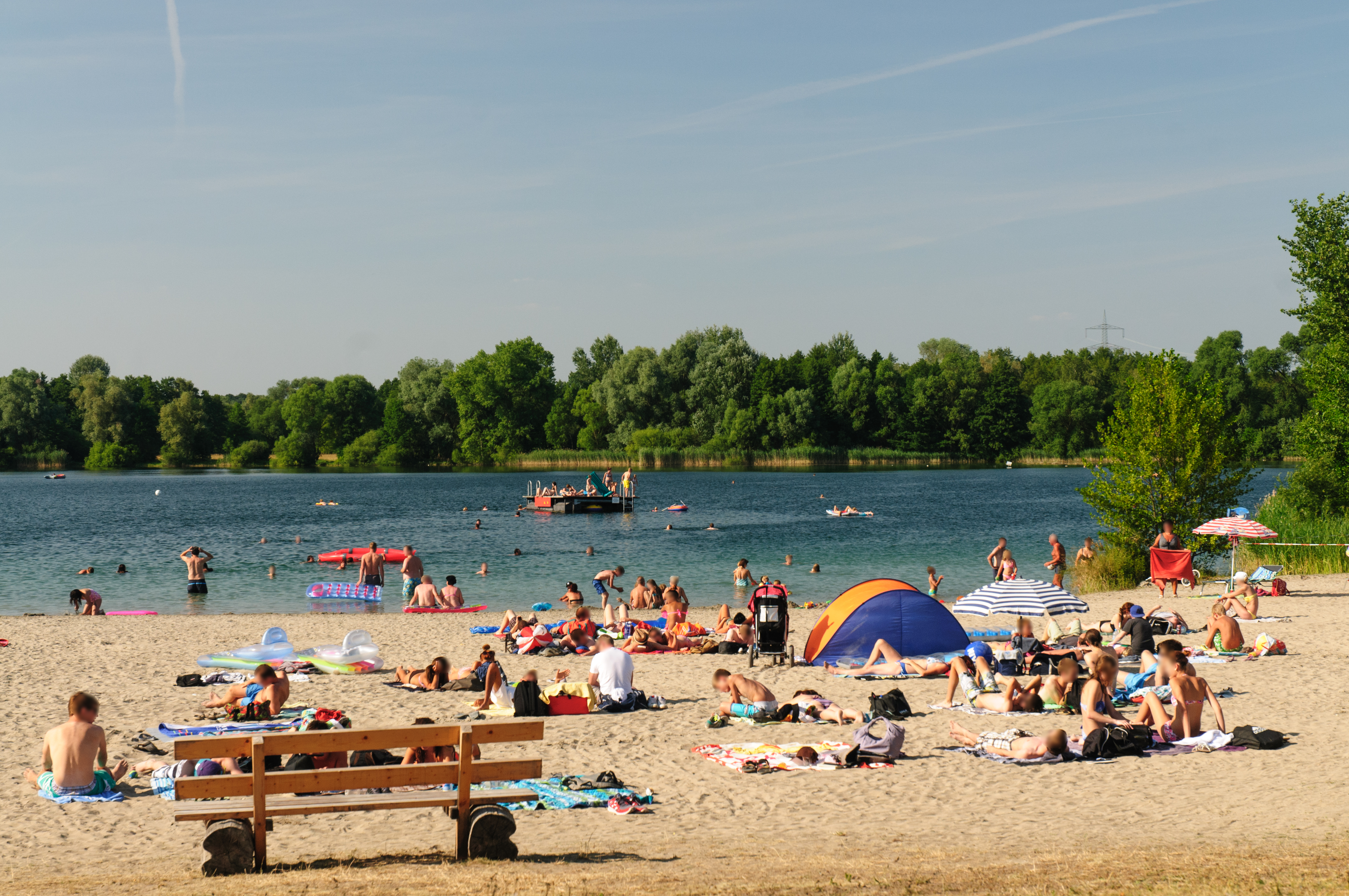
Der Badestrand des Baggersees Johanneswiesen in Jockgrim im Sommer

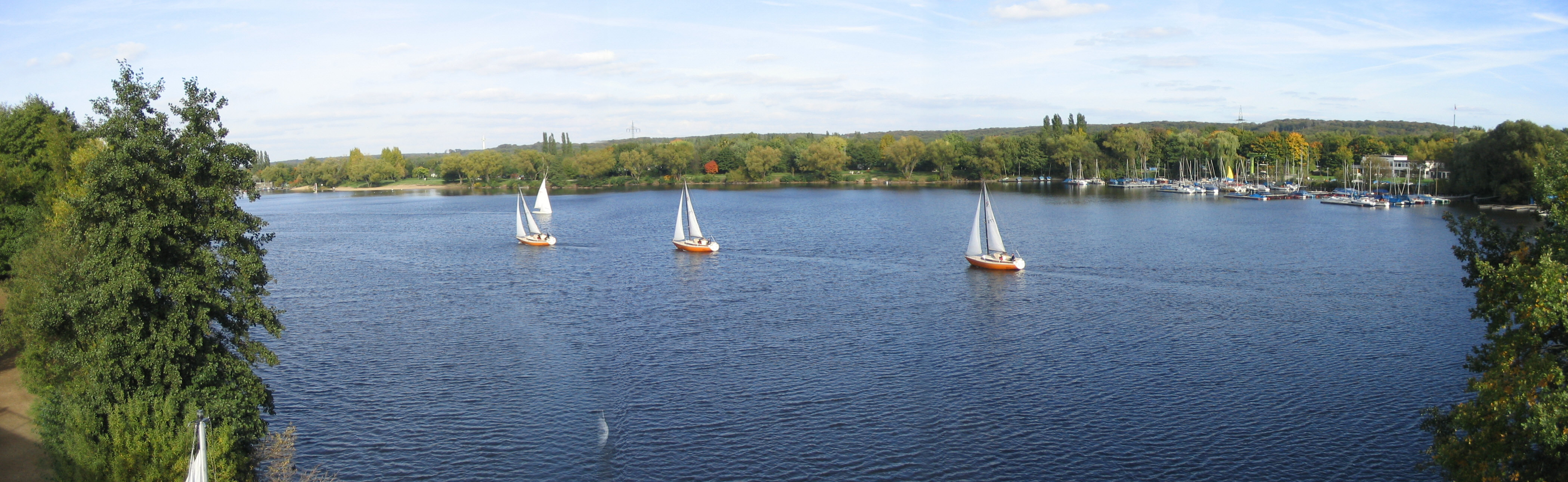
Masurensee, Teil der Sechs-Seen-Platte (ehemaliges Kiesabbaugelände) in Duisburg

Fast immer wird der See durch die Angelfischerei genutzt, da gesetzlich mit jedem Oberflächengewässer ein Fischereirecht entsteht. Da mit diesem in den meisten Bundesländern Deutschlands eine Hegepflicht einher geht, wird in anglerisch genutzten Baggerseen durch Besatz ein naturnaher Fischbestand angestrebt. An manchen Seen werden Badestrände angelegt oder auch für andere Arten des Wassersports, insbesondere Bootssport, Wasserski oder Windsurfen eingerichtet. Für diese Nutzungen werden außerdem große Parkplätze, Badeaufsicht und Restaurationsbetriebe eingerichtet. Einige Baggerseen sind per ÖPNV zu erreichen. In einigen Fällen dient der Baggersee in der Nachnutzung dem Naturschutz, wie die beiden Baggerseen im Naturschutzgebiet Kiesgrube Aitrach.

## Wasser
Limnologisch unterscheiden sich Baggerseen von natürlichen Seen dadurch, dass sie in der Regel weder oberflächliche Zuflüsse noch Abflüsse haben. Vielmehr korrespondiert ihr Wasserkörper mit dem Grundwasser.

## Beispiele
Bezüglich Bekanntheit resp. Größe wichtige Baggerseen im DACH-Raum:
- Baggersee Rossau (Österreich, Tirol)
- Eselschwanzweiher (Schweiz, St. Gallen), größter Baggersee der Schweiz
- Geiseltalsee (Deutschland, Sachsen-Anhalt), Tagebausee, größter künstlicher See im DACH-Raum
- Langwieder See (Deutschland, Bayern)
- Silbersee (Österreich, Kärnten), größter Baggersee von Österreich

Siehe auch Liste von Baggerseen
Ein Beispiel für ein Gebiet mit acht Baggerseen ist das Binsfeld bei Speyer.

Panorama eines „jungen“ Baggersees im Landkreis Fürstenfeldbruck

Ein Beispiel für die Entstehung eines Baggersees aus einer Tongrube im Jahr 1926 zum Naherholungsgebiet im Jahr 2000 ist der Uettelsheimer See in Duisburg-Baerl.

Uettelsheimer See 1926–2000 auf Luftbildern der Stadt Duisburg

## Abgrenzung Baggersee – Tagebausee
Baggerseen wie auch Tagebauseen sind künstlich entstanden. Der Baggersee hat seinen Ursprung beim Abbau von Kies und Sand. Meist wird ein Baggersee durch Grundwasser gespeist.
Tagebauseen (auch Tagebaurestseen genannt) haben ihren Ursprung beim großflächigen Abbau von Braunkohle. Der See entstand nach Ende des Abbaus in der Regel durch Flutung – meist mit Wasser, das aus Flüssen oder Seen eingeleitet wurde. Tagebauseen sind im Vergleich zu Baggerseen oft größer.